# James Hamilton, Công tước thứ 1 xứ Hamilton
James Hamilton, Công tước thứ 1 xứ Hamilton, KG, PC (19 tháng 6 năm 1606 – 9 tháng 3 năm 1649), là Hầu tước thứ 3 xứ Hamilton từ tháng 3 năm 1625 đến tháng 4 năm 1643 và sau đó được nâng lên Công tước xứ Hamilton, là một nhà quý tộc người Scotland và là nhà lãnh đạo chính trị và quân sự có ảnh hưởng trong suốt Chiến tranh Ba Mươi Năm và Chiến tranh Ba Vương quốc.

## Được thừa kế Bá tước xứ Arran
James sinh năm 1606 tại Cung điện Hamilton ở Lanarkshire, Scotland, là con trai của James Hamilton, Hầu tước thứ 2 xứ Hamilton, và Ann Cunningham, con gái của James Cunningham, Bá tước thứ 7 xứ Glencairn.
Sau cái chết của người chú mất trí là James Hamilton, Bá tước thứ 3 xứ Arran, vào năm 1609, đứa trẻ sơ sinh được phong là Bá tước xứ Arran.

## Người thừa kế ngai vàng của Scotland
Tổ tiên thân cận của James, Bá tước Arran trẻ tuổi là Vương nữ Mary, con gái của James II của Scotland và Mary xứ Guelders. Sau cái chết vào năm 1612 của Henry Frederick, Thân vương xứ Wales, James trở thành người xếp thứ ba trong danh sách thừa kế ngai vàng của Scotland, sau Charles, Công tước xứ Rothesay, và em gái là VƯơng nữ Elizabeth.